# Scotopteryx decolor
Scotopteryx decolor là một loài bướm đêm trong họ Geometridae.